# Аквакультура лососёвых

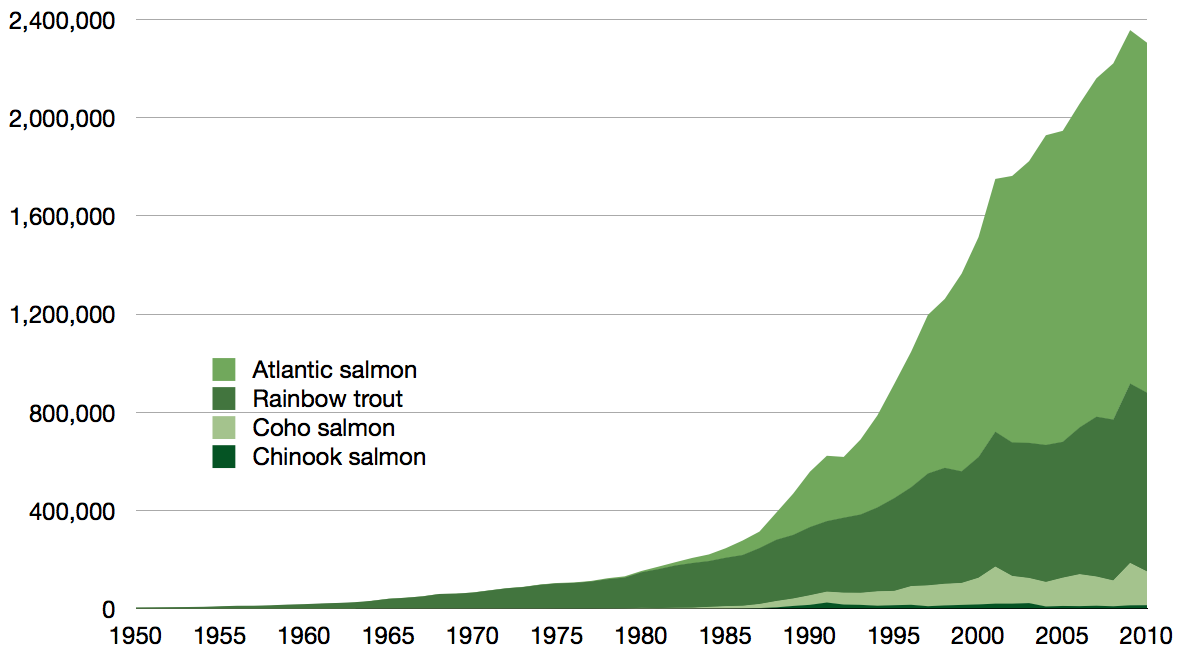
Производство лососёвых (в тоннах) 1950—2010 гг. согласно данным Продовольственной организации ООН

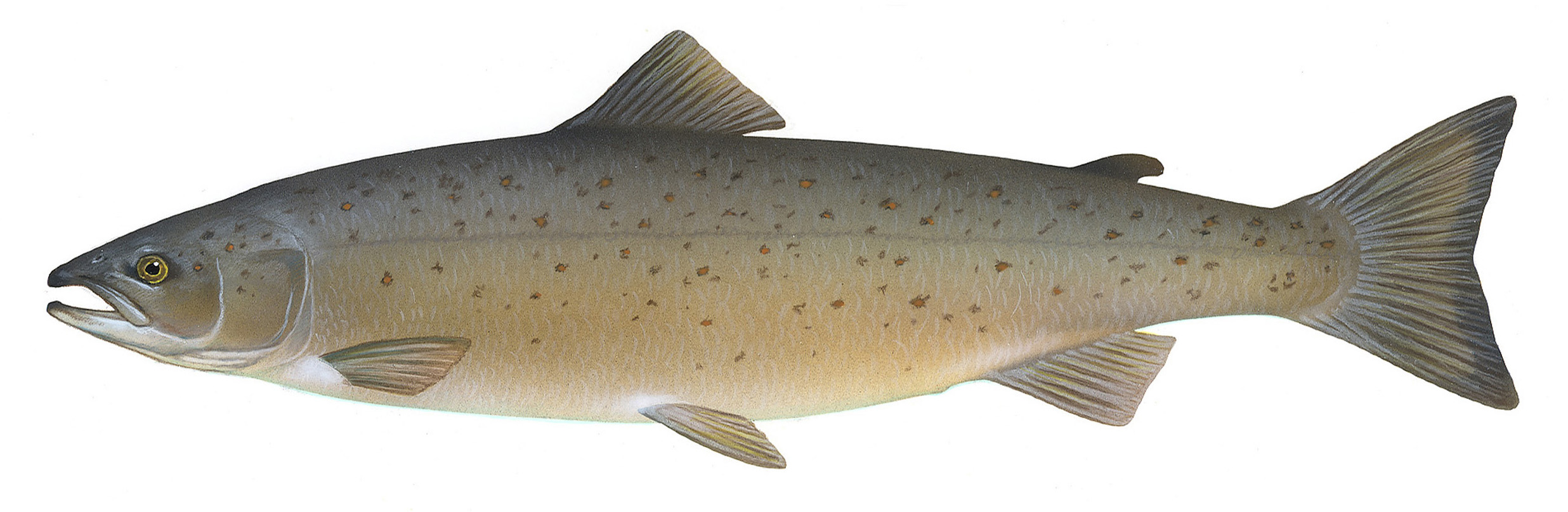
Атлантический лосось — самый распространенный вид в аквакультуре лососевых

Аквакультура лососёвых — отрасль мирового хозяйства по разведению и выращиванию лососёвых в контролируемых условиях, как для коммерческих, так и для рекреационных целей. Лососевые (особенно лосось и радужная форель) наряду с карпом являются двумя наиболее важными группами рыб в аквакультуре. Наиболее часто коммерчески востребованная лососевая рыба — атлантический лосось. В США Чавыча и радужная форель являются наиболее распространенными лососевыми рыбами для рекреационной и промысловой ловли. В Европе наиболее часто выращиваемой рыбой лососевых является Кумжа (форель). Обычно выращиваемые виды нелососиных включают тиляпии, Сибасс, сом, морской окунь и лещ.
В 2007 году аквакультура лососевых составляла 10,7 млрд долларов США по всему миру. В течение 25 лет с 1982 по 2007 год аквакультура лососевых выросла более чем в десять раз. Ведущими производителями лососевых рыб являются Норвегия с 33 %, Чили — 31 %, а другие европейские производители — 19 %.
Существует много споров об экологических и медицинских последствиях интенсивной аквакультуры лососевых. Особую озабоченность вызывают последствия для дикого лосося и других морских организмов. Некоторые из этих разногласий являются частью крупной коммерческой конкурентной борьбы за рыночную долю и цену между лососиными выловленными в естественной среде обитания и выращенными в быстро развивающейся отрасли аквакультуры лососевых.

## Методы выращивания лососёвых

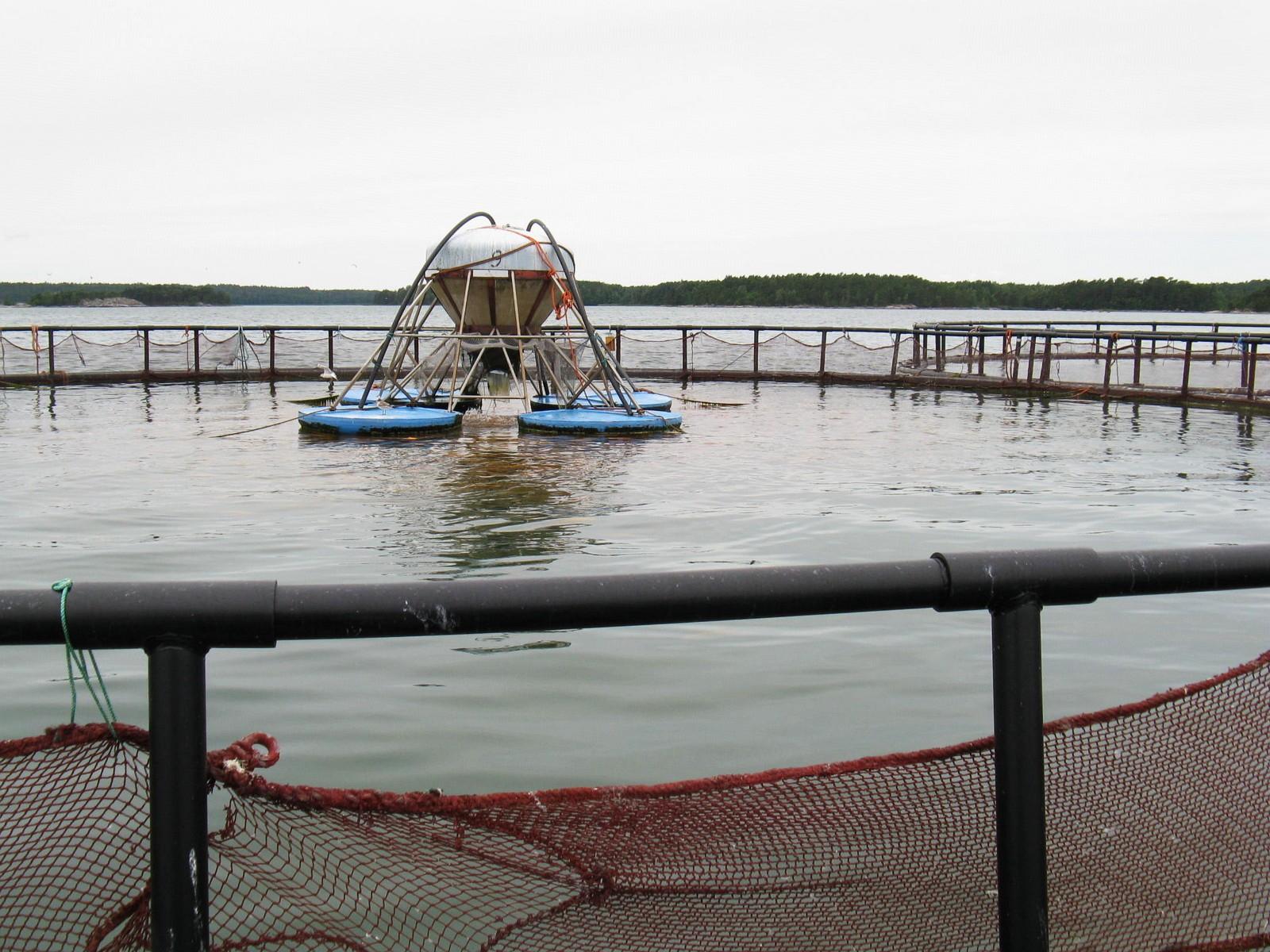
Лососевая ферма на архипелаге Финляндии

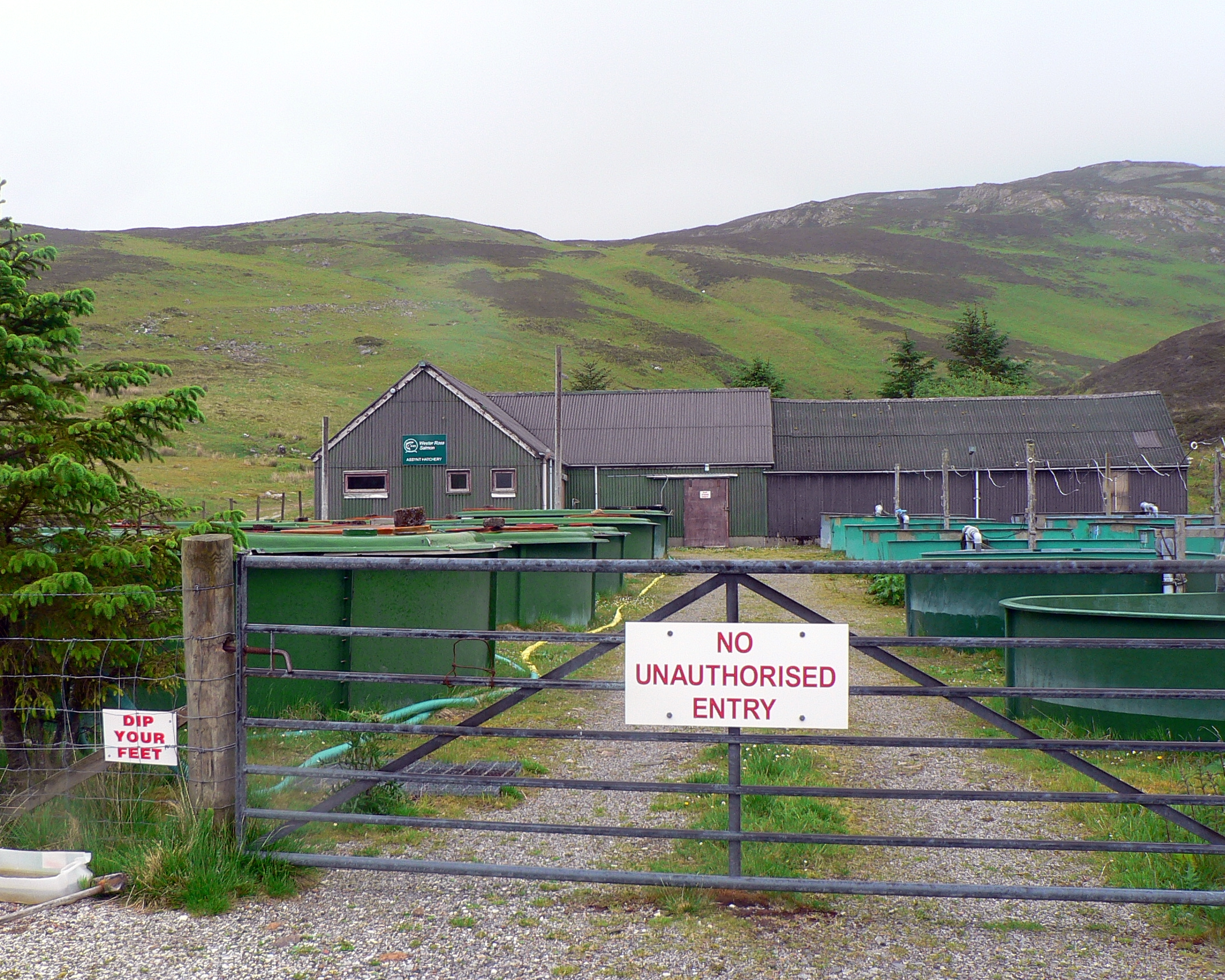
Лососевая инкубаторная ферма, Шотландия

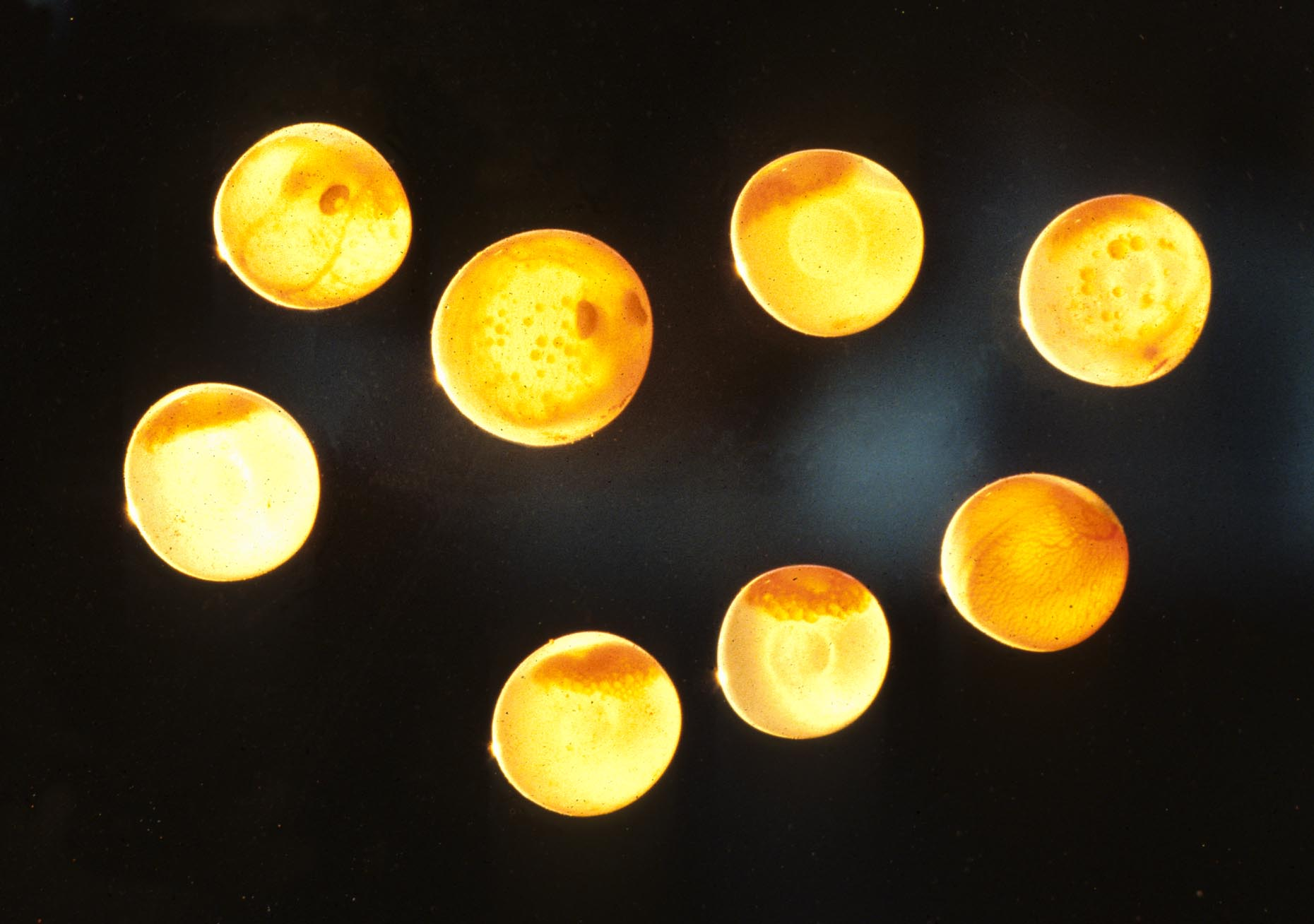
Оплодотворённые икринки, видны развивающиеся глаз и позвоночный столб

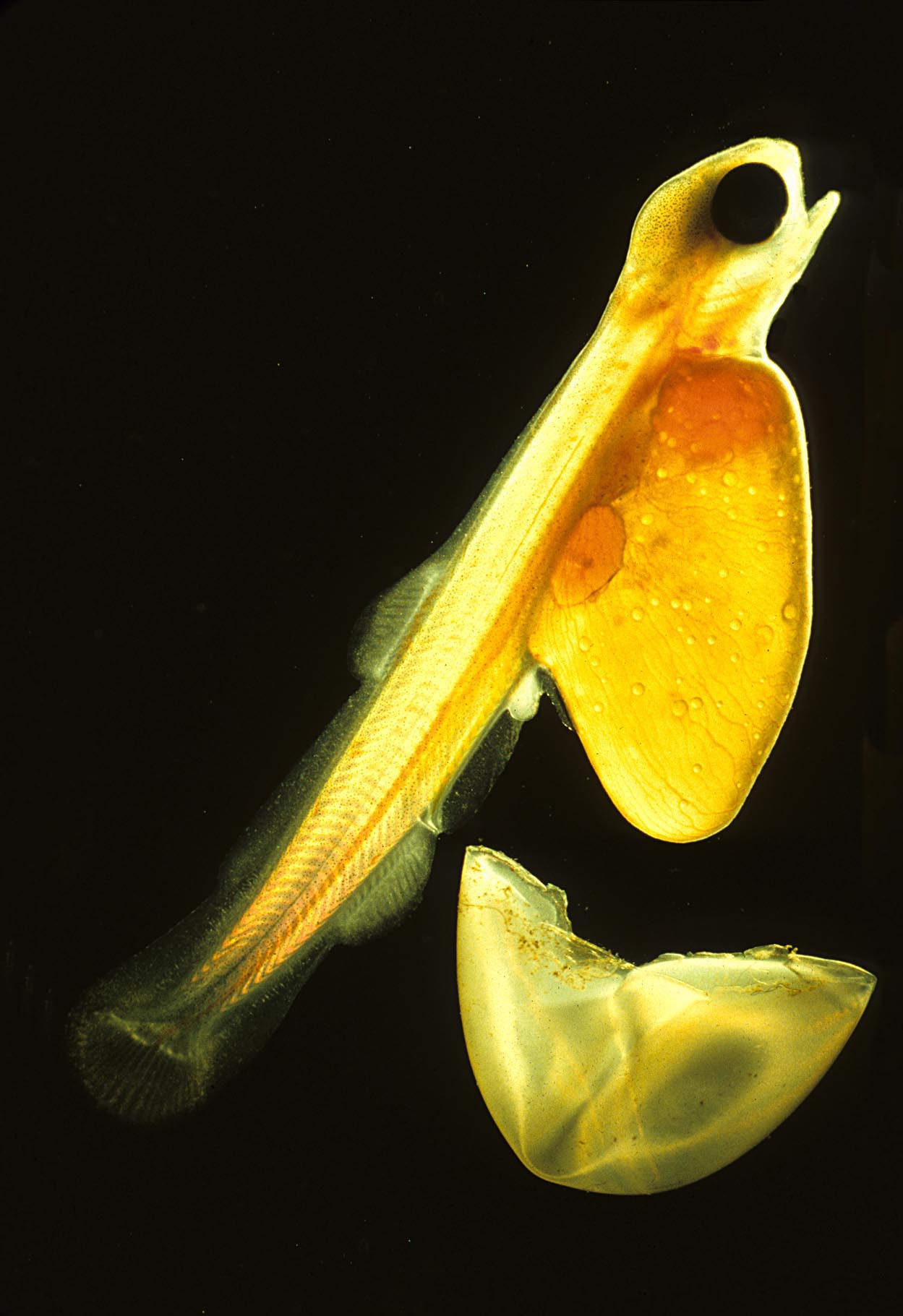
Вылупление малька лосося: примерно через 24 часа он избавится от желточного мешка

Аквакультуре или выращиванию лососевых можно противопоставить ловлю лососевых с использованием методов коммерческого рыболовства. Однако концепция «дикого» лосося, используемая Аляскинским институтом маркетинга морепродуктов, включает в себя запасы рыбы, вырабатываемой в инкубаторных станциях, которые являются океаническими фермами по выращиванию рыбы. Процент выловленного лосося на Аляске, выращенного на океанических рыбоводческих хозяйствах, зависит от вида лосося и его местоположения.

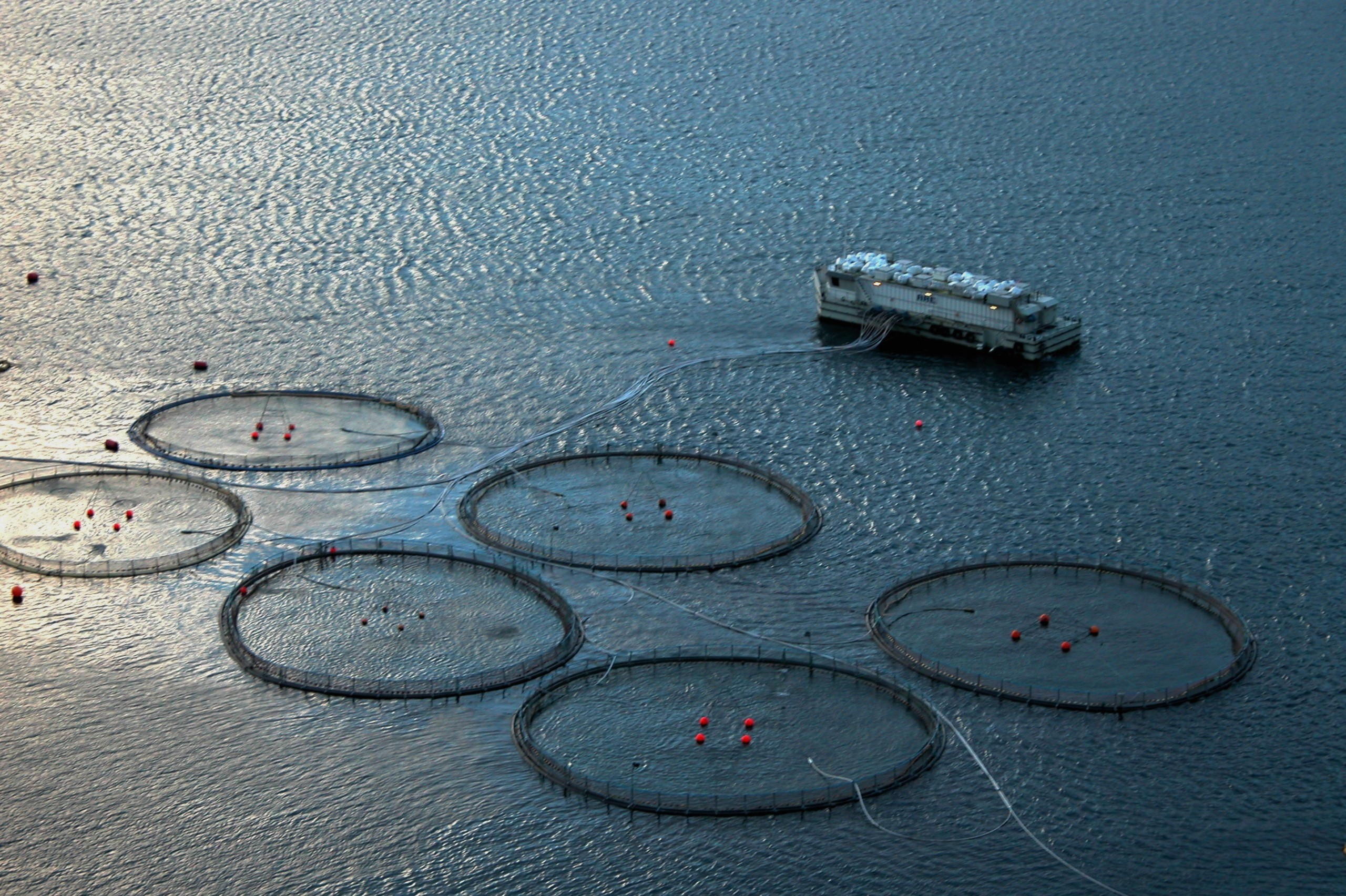
Лососевая ферма на Фарерских островах

Методы применяемые в лососевой аквакультуре возникли в конце 18-го века в Европе. Они состояли в первых попытках оплодотворения икринок и выращивания мальков вне природной среды. В конце 19 века первые лососевые инкубаторы стали появляться в Европе и Северной Америке. С конца 50-х годов XX столетия в Соединённых Штатах, Канаде, Японии и СССР появились программы по созданию рыбоводческих ферм. Современная техника выращивания лососёвых, использующая плавающие морские клетки, возникла в Норвегии в конце 1960-х годов.
Лососевых обычно выращивают в два этапа, но иногда практикуется и большее количество этапов. На первом этапе лосось выводится из икринок и выращивается на суше в пресноводных резервуарах. Постоянное прогревание воды во время инкубации первого этапа позволяет сокращать время выращивания икринок до стадии мальков. По достижении мальками от 12 до 18 месяцев, смолт (ювенильный лосось) переносится в плавающие морские клетки или сетчатые пеналы, закреплённые в защищённых бухтах или фьордах вдоль побережья. Это способ выращивания известен как марикультура. Там молодую рыбу кормят гранулированным кормом ещё от 12 до 24 месяцев, после которых рыба достигает товарных кондиций и может идти на продажу.
Норвегия производит 33 % от общего количества лососевых рыб в мире, а Чили — 31 %. Береговые линии этих стран имеют подходящую температуру воды, и многие прибрежные районы хорошо защищены от штормов. Чили, кроме этого, близко расположена к крупным кормовым промыслам, которые поставляют рыбную муку для аквакультуры лосося. Шотландия и Канада также являются крупными производителями лососёвых.
Современные системы выведения лососевых характеризуются высокой интенсификацией. Большинство рыбных ферм принадлежат крупным агропромышленным корпорациям, выращивающих лососевых в промышленном масштабе. В 2003 году почти половина выращенного лосося в мире была произведена только пятью компаниями.